# Araci
Araci is een gemeente in de Braziliaanse deelstaat Bahia. De gemeente telt 54.713 inwoners (schatting 2009).

## Aangrenzende gemeenten
De gemeente grenst aan Barrocas, Biritinga, Cansanção, Conceição do Coité, Nova Soure, Santaluz, Teofilândia, Tucano en Quijingue.